# Wola Flaszczyna
Wola Flaszczyna [pronunciación en polaco: /'vɔla flaʂˈt͡ʂɨna/] es un pueblo ubicado en el distrito administrativo de Gmina Zadzim, dentro del condado de Poddębice, Voivodato de Łódź, en el centro de Polonia. Se encuentra a unos 3 kilómetros al noreste de Zadzim, a 14 kilómetros al suroeste de Poddębice, y a 42 kilómetros al oeste de la capital regional Łódź.